# Лянгус
Лянгу́с (рос. Лянгус) — невеликий струмок в Кіровській області (Унинський район), Росія, ліва притока Лумпуна.
Річка починається і протікає на центральному півдні Унинського району. Русло спрямоване спочатку на південний захід, потім на захід. Впадає до Лумпуна в одну з його стариць.
Русло вузьке, долина широка. Береги заліснені, місцями заболочені. Над річкою не розташовано населених пунктів, в середній течії збудовано міст.
| Річка | Це незавершена стаття про річку. Ви можете допомогти проєкту, виправивши або дописавши її. |